# Ursu
Ursu(m) (Uršu(m)) ou Uarsua (Warsuwa) era uma cidade-estado hurrita-amorita no sul da Turquia, provavelmente localizada na margem oeste do rio Eufrates, e ao norte de Carquemis.

## História
Ursu foi uma cidade comercial governada por um Senhor (En). Era uma aliada de Ebla e aparece nos tabletes de Ebla como Ursaum. Mais tarde foi mencionada nas inscrições de Gudea (c. 2 144-2 124 a.C., de acordo com a cronologia média) como uma cidade onde era possível adquirir resinas de madeira. Uma carta assíria datada do século XIX a.C. percebe a existência de um templo do deus Assur em Ursu.
No início do século XVIII a.C., Ursu aliou-se com Iamade contra Iadum-Lim de Mari. As relações com a Assíria também ficaram tensas, e os homens de Ursu foram convocados por Iapa-Adade e seus Habiru para atacar as terras de Sansiadade I da Assíria. Os textos de Mari mencionam um conflito entre Ursu e Carquemis: as tribos de uprapeanos e rabeanos atacaram Ursu através do território de Carquemis, o que fez Ursu atacar um contingente de tropas de Carquemis e civis avançando como ao longo da margem do rio Eufrates.
Mais tarde, Ursu se tornou um rival econômico de Iamade e entrou numa aliança com Catna e Sansiadade para atacar o soberano de Iamade Sumuepu (c. 1810–1780). A morte de Sansiadade e a ascensão de Iarinlim I de Iamade pôs fim a essa rivalidade, uma vez que Iamade foi elevado ao posto de Grande Reino e recebeu autoridade direta sobre o norte, oeste e leste da Síria, deixando Ursu sob sua esfera de influência sem anexação. As tábuas de Mari mencionam alguns reis Ursu deste período, incluindo Senã e Atrusipti, que visitaram Mari no décimo segundo ano do reinado de Zinrilim.

Quebraram o aríete. O rei estava zangado e seu rosto estava sombrio. Eles constantemente me trazem más notícias, que o deus da tempestade o leve embora em um dilúvio! ... mas não ocioso! Faça um aríete à maneira hurrita e deixe-o ser colocado no lugar. Corte um grande aríete das montanhas de Hassu e deixe que seja colocado no lugar'

Hatusil I descrevendo as dificuldades durante o cerco de Ursu

### Conquista hitita
O rei hitita Hatusil I atacou Ursu em seu segundo ano de reinado, cercando a cidade por seis meses. Tinha oitenta carros e executava suas operações na cidade de Lauazantia (localizada no moderno distrito de Elbistão, província de Kahramanmaraş) nas encostas dos montes Tauro, a leste da Cilícia. Apesar de receber ajuda de Iamade e Carquemis, Ursu foi queimada e destruída. Suas terras foram saqueadas e o espólio levado à capital hitita Hatusa.
A história de Ursu após a conquista é ambígua. No século XV a.C.. aparece nas Tabelas de Alalaque como "Uris" ou "Uressi", e "Urussa" é mencionado no tratado entre os hititas Tudália II e Sunassura II de Quizuatena como parte do território destes últimos. A cidade tornou-se parte do império hitita e foi mencionada pela última vez em registros que datam dos períodos finais desse império.